# 重型洲際彈道飛彈

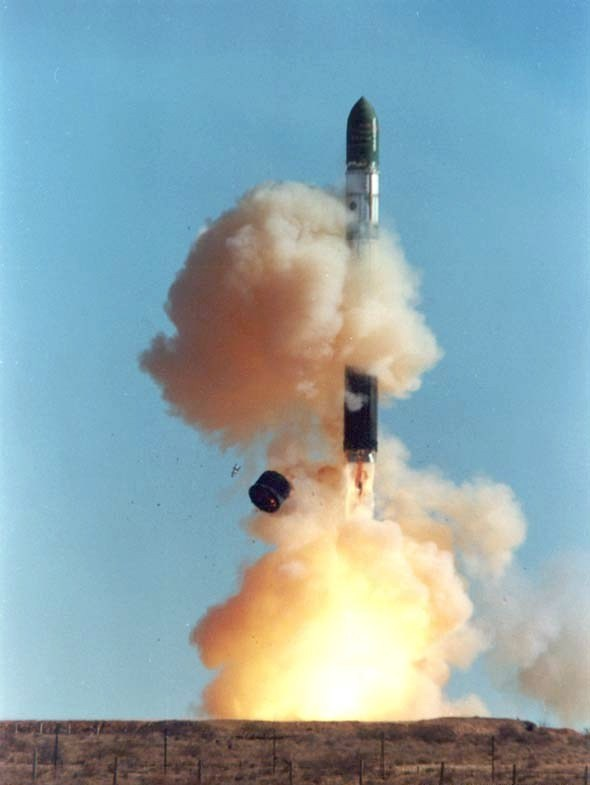
R-36洲際彈道飛彈

重型洲際彈道飛彈（英語：Heavy ICBM）是在1970年代創建的術語，用來描述一類蘇聯和俄羅斯洲際彈道飛彈。它們的特點是重達5至9公噸，是LGM-30義勇兵洲際彈道飛彈的數倍，長度超過35米，因此能夠在一枚多目標重返大氣層載具(MIRV)中發射大量彈頭。
該術語通常指的是R-36 /“ SS-9 Scarp”，R-36M（SS-18）變體/“ SS-18 Satan”，和RS-28 Sarmat /“  SS-X-32 SNOWFLAKE”導彈。
RS-28 Sarmat被稱為“超重型”洲際彈道飛彈。超重型洲際彈道飛彈的歷史可追溯到UR-500，後者旨在提供50兆噸（可能為100兆噸）的沙皇炸彈彈頭。